# Requiem – Der Vampirritter
Requiem – Der Vampirritter (Originaltitel: Requiem – chevalier vampire) ist ein bisher elfbändiger Comic des Autors Pat Mills (Marshall Law) und des Zeichners Olivier Ledroit (Die Chroniken des Schwarzen Mondes). Die deutsche Ausgabe des morbiden französischen Gothic Horror-Comics erschien zwischen Dezember 2002 und 2013 beim mittlerweile nicht mehr existenten Verlag Kult Editionen. Im Juli 2016 kündigte Pat Mills an, dass der lang erwartete 12. Band der Serie nunmehr Ende 2017 auf Französisch erscheinen wird und zeitgleich eine digitale Version ebendieses Bandes auf Englisch erscheinen soll. Erschienen ist Band 12 aber dann erst am 2. Mai 2024 als französischer Print und einer englischen Übersetzung als PDF. Die Serie soll mit Band 13 abgeschlossen werden, welcher laut Pat Mills in "nicht zu ferner Zukunft" herauskommen wird.

## Handlung
Die Handlung beginnt mit dem Tode des Offiziers der Wehrmacht Heinrich Augsburg auf einem verschneiten Schlachtfeld an der Ostfront 1944. Dieser hofft, nun endlich Frieden zu finden, doch da er während des Krieges auch vermehrt Kriegsverbrechen und Gräueltaten beging, landet er zur Strafe auf dem albtraumhaften Planeten Auferstehung. Diese Hölle, in der die Zeit rückwärts läuft, erweist sich als böses Spiegelbild der Erde, wo selbst die irdischen Kontinente Meere, und die Meere Kontinente sind. Bevölkert wird diese Welt von einer hierarchisch geordneten Gesellschaft von Vampiren, Werwölfen, Dämonen, Ghoulen, Zombies und anderen Untoten.
Heinrich freundet sich dort mit Otto von Todt an, einem Hauptmann des Corps der Aufersteher. Durch diesen bekommt Heinrich die Möglichkeit ein Mitglied der Garde von Cyrus, dem Lehrmeister in der Hauptstadt Nekropolis, zu werden. Nach Jahren der Ausbildung zu einem Ritter Nosferatus, die die meisten gar nicht erst überleben (bzw. überstehen, denn tot sind sie ja bereits), erreicht Heinrich nun den (höchsten) Rang eines Vampirritters und trägt fortan den Namen Requiem.
Heinrich führte zu Lebzeiten in Berlin heimlich eine Beziehung mit der Jüdin Rebecca. Als diese eines Tages vor seinen Augen von der Gestapo festgenommen wird, wagte er es nicht, einzugreifen. Obwohl er bei der Ernennung zum Vampirritter allem aus seinem früheren Leben abschwören sollte, sehnt er sich doch nach einem Wiedersehen mit seiner Geliebten. Allerdings muss er bald feststellen, dass sie nach ihrem Tod nicht in dieser Welt gelandet ist, sondern in einer Art Himmel, der für ihn unerreichbar bleibt. Daher widmet sich Heinrich, nun Requiem genannt, völlig dem „Leben“ in seiner neuen Welt, wo er in einen Krieg zwischen verfeindeten Göttern gerät. Requiem hat darin eine entscheidende Rolle inne, führt er doch ein mächtiges Schwert, das zu Sieg oder Verdammnis führen kann.

## Die Gesellschaft in Requiem
Die Welt von Auferstehung ist das finstere Gegenteil der Erde, die Zeit läuft rückwärts, und je älter man wird desto jünger sieht man aus, bis man sich zum Säugling zurückentwickelt. Die Meere und Landmassen sind das Negativ der Erde, und die Ozeane sind aus Feuer. Die Schuldigen sind unschuldig, und die Unschuldigen sind schuldig, und werden von der Polizei brutal verfolgt. Gewalt, Schamlosigkeit und Laster sind erwünscht, und Blut ist die Währung dieser Welt.
Den höchsten Rang nehmen die Vampire ein, die sich aus jenen rekrutieren, die im Leben Böses aus Absicht und ohne Reue taten, wie etwa Nero, Atilla der Hunne, Robespierre, Aleister Crowley, Elisabeth Bathory, aber auch Lady Claudia Demona. An der Spitze der Vampire wiederum steht Dracula, welcher in diesem Fall das Aussehen von Vlad dem Pfähler hat und mit seiner Clique aus ebenso monströsen Blutsaugern über seine Untertanen herrscht.
Um den täglichen Albträumen, in welchen sie von ihren Opfern heimgesucht werden, zu entgehen, benötigen die Vampire das schwarze Opium.
Unter den Vampiren stehen die Ghoule, auch diese taten im Leben Böses, waren jedoch der Überzeugung, dass ihre Verbrechen nötig waren und einem höheren Ziel dienten. Die Ghoule werden von J. Edgar Hoover, in Gestalt einer gewaltigen und übergewichtigen Piratin, angeführt, und setzen sich zum Teil aus ehemaligen Ordensschwestern zusammen.
Die Archäologen sind irdische Wissenschaftler, die im Namen der Forschung Verbrechen begingen, oder entsetzliche Waffen bauten. Sie erscheinen in altägyptischer Tracht und als Mumien, sie haben selbst keine Haut und müssen diese von Anderen stehlen.
Die Werwölfe waren auf der Erde religiöse Fanatiker und haben für den Glauben Grausamkeiten begangen.
Unter ihnen findet sich Tomas de Torquemada, der mächtigste der Werwölfe, der dank eines Gehirnimplantats als Claudias Reittier und Sexsklave dient.
Zentauren waren einst Vergewaltiger und stehen im Dienst der Vampire.
Die Zombies bilden in der Hierarchie des Bösen die unterste Stufe. Sie haben im Leben ausreichend, aber wenig Böses angestellt, und werden von allen Anderen wegen ihres niedrigen Status misshandelt und verachtet.
Einen eigenen Staat bilden die Dystopier, Reptilienwesen und gewaltigen Drachen, deren Vergehen aus imperialen Bestrebungen erwuchsen. Die Königin dieses Staates ist eine reptiloide Karikatur von Elisabeth I.
Neben diesen Sündern gibt es auf Auferstehung noch die Lemurer, diese sind an sich gute Menschen gewesen, die sich noch in der Hölle aufhalten, um mit ihren Mördern abzurechnen, und somit ins Paradies einzugehen. Um die Angriffe dieser Fraktion abzuwehren, verwenden die Vampire die schlimmsten Verbrecher der Menschheitsgeschichte, die natürlich als Vampire wiedergeboren werden. Es reicht aus, diese Personen zu töten, um große Teile einer angreifenden Armee von Lemurern in den Himmel zu senden.

## Bisher erschienene Titel
- Band 1: Auferstehung (2002)
- Band 2: Totentanz (2003)
- Band 3: Dracula (2003)
- Band 4: Tanz der Vampire (2004)
- Band 5: Dragon Blitz (2005)
- Band 6: Hellfire Club (2006)
- Band 7: Das Kloster der Blutschwestern (2008)
- Band 8: Die Königin der toten Seelen (2010)
- Band 9: Die Stadt der Piraten (2011)
- Band 10: Blutbad (2012)
- Band 11: Verstorbene Liebschaften (2013)
- Band 12: La chute de Dracula /  The Fall of Dracula  (2024)

## Ausblick in die Zukunft
Der Kult Editionen Verlag, der die Comicbände bisher produzierte, existiert nicht mehr.
Laut einer Anfrage bei Finix Comics, die auch Die Chroniken des Schwarzen Mondes weiter führten, gibt es wohl in Zukunft einen anderen Verlag, der die Requiem Saga weiter führt. Dies ist wahrscheinlich der "Kult Comics" Verlag, da mittlerweile unter der Seite kult-editionen.de eine Weiterleitung auf kultcomics.net besteht.
Jahrelang war die Fortsetzung der Serie ungewiss, unter anderen weil von Ledroit selber keine neuen Bände aus geplant waren, da er an der Serie Wika arbeitete, seit Juli 2016 haben er und Pat Mills aber wieder Zeit gefunden, an den zwei finalen Bänden 12 und 13 zu arbeiten.

## Kritiken
- "Hier tritt Ledroit wieder mehr als Maler denn als Zeichner auf, und wer ihn in der Vergangenheit verfolgt hat, weiß, daß er nicht kleckert, sondern klotzt. Die Alben quellen förmlich über vor opulenten, detailreichen, knalligen (vorwiegend rot) und ekelerregenden Zeichnungen. Die Serie ist wirklich nichts für Kinder, ausgeliefert werden die Alben eingeschweißt. Ob sie einem gefällt, hängt unter anderem davon ab, ob es einem ausmacht, ständig von irgendeinem unheiligen Geschwafel zugelabert zu werden. Auf der anderen Seite braucht es schon viel Phantasie, die Hölle so zu beschreiben wie hier. Und nicht zuletzt wegen Ledroits Kunst kommt alles viel weniger lächerlich rüber, als es normalerweise sein würde. Dazu kommt, daß die Hauptstory durchaus interessant und nicht unspannend ist. Aber die größte Stärke sind und bleiben die tollen und gigantischen Malereien." (Lost Film Comments)[2]

- "Requiem glänzt vor allem durch seine Bilder, weniger durch seine Geschichte. Die Farbgebung ist hervorragend. Der Comic, der angeblich auf 20 Bände ausgedehnt werden soll, wird mit der Zeit immer besser." (Erik Schreiber, Fiction Fantasy)[3]

## Claudia – Der Vampirritter
Autor Pat Mills erschuf zudem zusammen mit dem Zeichner Franck Tacito seit 2006 die Nebenserie Claudia – Der Vampirritter (Originaltitel: Claudia – Chevalier Vampire), mit weiblichem Hauptcharakter. Von diesem Ableger erschienen bisher vier Bände (Die Pforten der Hölle (2006), Gewalttätige Frauen (2009), Rotes Opium (2010) und Das Zeichen des Tieres (2011)).